# The Statesman
The Statesman — одна з головних щоденних газет Індії, що публікується щоденно в Калкаті, Нью-Делі, Сіліґурі і Бхубанешварі. 
Газета була заснована в 1875 році, її головна редакція розташована в Колкаті, а її філіал — у Нью-Делі. Газета є членом Asia News Network.
| Газета | Це незавершена стаття про газету. Ви можете допомогти проєкту, виправивши або дописавши її. |